# Мастроянни, Руджеро
Руджеро Мастроянни (итал. Ruggero Mastroianni; 7 ноября 1929, Турин, Королевство Италия — 9 сентября 1996, Помеция, Лацио, Италия) — итальянский киномонтажёр и актёр.
Пятикратный лауреат итальянской национальной кинопремии «Давид ди Донателло» за лучший монтаж и ряда других профессиональных кинонаград. Считается одним из лучших монтажеров своего поколения.

## Биография
Руджеро Мастроянни родился 7 ноября 1929 года в Турине, Италия, в семье плотника Отторино и домохозяйки Иди Мастроянни. Его старший брат — выдающийся итальянский актер Марчелло Мастроянни. В кино начал работать в 1954 году ассистентом монтажера. С 1957 работал режиссером монтажа, за время свое кинематографической карьеры приняв участие в работе более чем над 180 лентами.
Начиная с фильма «Джульетта и духи» (1965), Мастроянни в течение 20 лет постоянно сотрудничал с Федерико Феллини, приняв участие в работе над такими его фильмами, как «Сатирикон Феллини» (1969), «Рим» (1972), «Амаркорд» (1973), «Город женщин» (1980), «Джинджер и Фред» (1986) и др. Плодотворным было также сотрудничество Мастроянни с Лукино Висконти, в частности, в его работе над фильмами «Посторонний» (1967), «Гибель богов» (1969), «Смерть в Венеции» (1971) и «Людвиг» (1972).
В 1971 году Руджеро Мастроянни снялся в роли Сципиона Азиатского в фильме Луиджи Маньи (ит.) «Сципион, которого называют Африканским» (ит.), в котором его брат Марчелло Мастроянни сыграл главную роль.
На протяжении своей карьеры Мастроянни за свое профессиональное мастерство пять раз был отмечен итальянской национальной кинопремией «Давид ди Донателло» (в 1997 году посмертно).
Умер в 1996 году в Торваянике (ит.), Помеция, недалеко от Рима.